# 富山県道117号上飯野入善停車場線
富山県道117号上飯野入善停車場線（とやまけんどう117ごう かみいいのにゅうぜんていしゃじょうせん）は、富山県下新川郡入善町上飯野から同町入善停車場に至る路線である。

## 概要
富山県道150号魚津入善線黒部大橋の入善町側を発し、同国道と並走して入善市街地に至る。本路線は北陸道の一部で、かつては国道でもあったことから地元では「旧国道」と呼称される。また、北陸道として黒部川に橋は架かっていないが、対岸の黒部市側は富山県道314号沓掛魚津線が続く。
入善西中学校、正覚寺を過ぎてから徐々に市街地へと入っていく。入膳西町交差点から入膳中町交差点までの区間は、富山県道2号魚津生地入善線（旧北陸道）との重複区間である。入膳中町交点を左折すると入善駅に達して終点となる。

### 路線データ
- 起点：富山県下新川郡入善町上飯野（富山県道150号魚津入善線交点：黒部大橋手前）
- 終点：富山県下新川郡入善町入膳（入善駅前）

## 地理

### 通過する自治体
- 富山県
下新川郡入善町

### 交差する道路
- 富山県道150号魚津入善線
- 富山県道111号大家庄上飯野線
- 富山県道116号小摺戸芦崎線
- 富山県道114号青木吉原線
- 国道8号（上野4区交点）
- 富山県道2号魚津生地入善線（旧北陸道）
- 富山県道108号舟見入善線

### 重複区間
- 富山県道2号魚津生地入善線（入膳西町交点 - 入膳中町交点）

### 沿線
- 青木郵便局
- 入善町立上青小学校
- 入善町立入善西中学校
- 正覚寺